# Stanwellia bipectinata
Stanwellia bipectinata är en spindelart som först beskrevs av Todd 1945.  Stanwellia bipectinata ingår i släktet Stanwellia och familjen Nemesiidae. Inga underarter finns listade i Catalogue of Life.